# Anna Minkowska

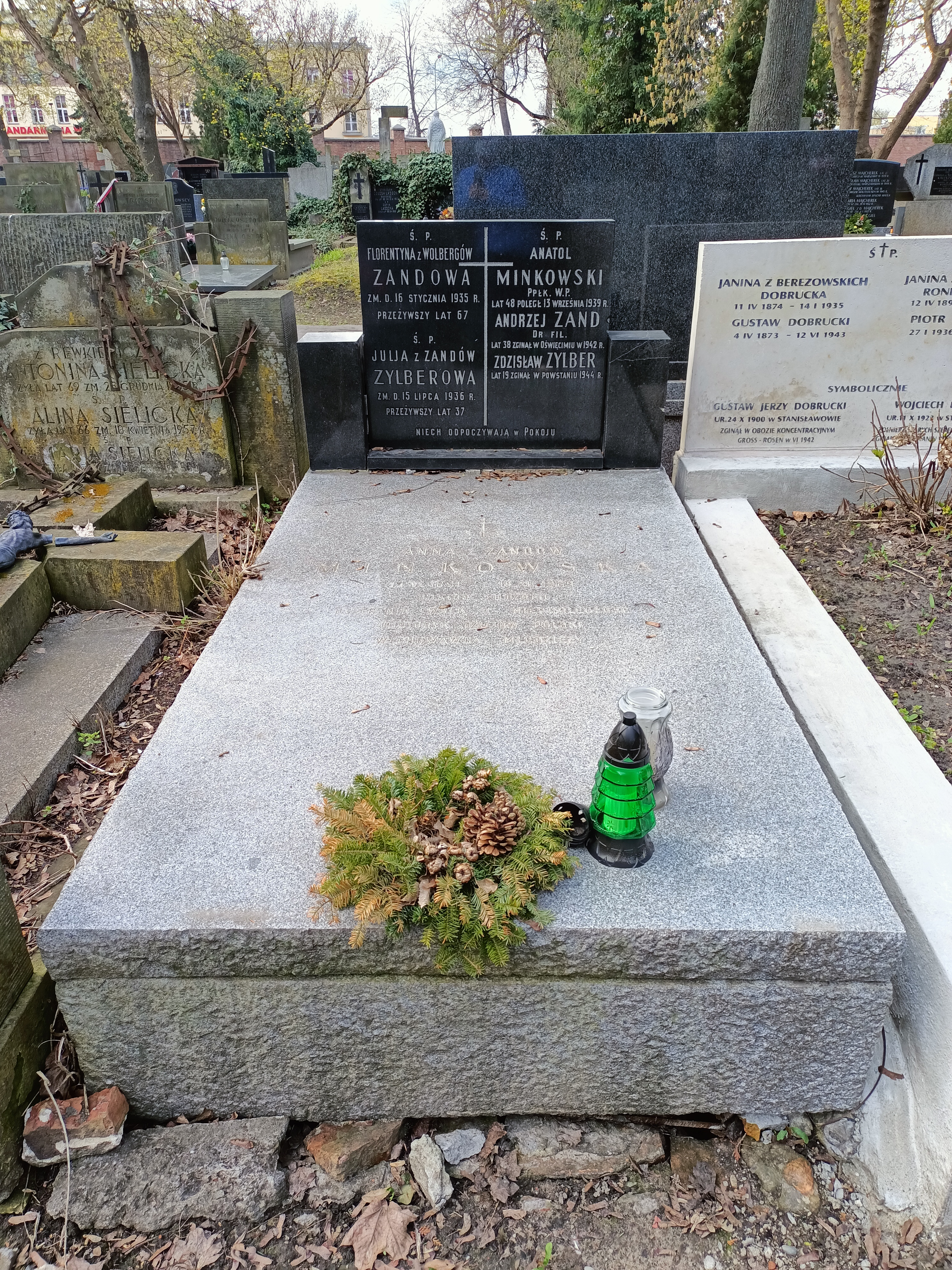
Grób Anny Minkowskiej na Cmentarzu Powązkowskim

Anna Jadwiga Minkowska z domu Zand (ur. 19 czerwca 1891 w Warszawie, zm. 19 grudnia 1969 tamże) – polska nauczycielka i historyczka, specjalistka w zakresie polskich powstań narodowych w XIX wieku. 

## Życiorys
Po dzieciństwie spędzonym w Łodzi ukończyła pensję Pauliny Hawelke w Warszawie (1908). Po wyjeździe do Szwajcarii zdała maturę w Zurychu (1909). Następnie studiowała filozofię i historię w Zurychu (1910-1912) a w latach 1912-1914 w Monachium. W 1912 wyszła za mąż za Anatola Minkowskiego. Po wybuchu I wojny światowej zostali wydaleni z Niemiec i przenieśli się do Krakowa. Tu Anatol wstąpił do Legionów, a Anna najpierw pracowała jako sanitariuszka w szpitalu zakaźnym w Jabłonkowie opiekując się legionistami chorymi na ospę. Jak napisała w swej relacji dotyczącej tamtego okresu: Dziwna była pozycja kobiet podczas wojny! Mężczyźni byli na wojnie upragnieni, każdego nowego legionistę przyjmowano po bratersku do szeregu. Do kobiet zaś odnoszono się nieufnie i lekceważąco – uważano stale, że jest ich za dużo – nie bardzo wierzono, że pracować potrafią, a pracy było przecież tyle. (…) I nam samym jednak też skromnie się zdawało, że najmarniejszy żołnierz na froncie przedstawia większą wartość, niż najdzielniejsza kobieta poza frontem. Stąd może zrodziła się chęć poświęcenia, i prześcignięcia samych siebie, stąd przekonanie, że najcięższą pracą tak mało zdziałać można, bo przede wszystkim walka orężna jest potrzebna – wszystko inne, to tylko cień, tylko dodatek do tego, co najważniejsze.Następnie była kurierką Biura Prasowego Departamentu Wojskowego Naczelnego Komitetu Narodowego w Piotrkowie, m.in. w kwietniu 1915 przekazała materiały NKN środowiskom polskim w Szwajcarii. Od 1916 należała do Polskiej Organizacji Wojskowej.  
Po odzyskaniu przez Polskę niepodległości kontynuowała studia historyczne na Uniwersytecie Warszawskim (1918-1921). Uczęszczała tam na seminarium doktoranckie Marcelego Handelsmana pod kierunkiem którego w 1921 obroniła doktorat na podstawie pracy Organizacja spiskowa 1848 roku w Królestwie Polskim. Opublikowała ją w 1923 w „Rozprawach Historycznych Towarzystwa Naukowego Warszawskiego”. Jako historyczka zajmowała się problematyką Wiosny Ludów na ziemiach polskich. Podejmowała też kwestie metodologiczne. W okresie międzywojennym niewątpliwie należała do wyróżniających się badaczek przeszłości Polski. Dużym echem odbiła się także jej książka z 1935 o rodzinach bezrobotnych w II Rzeczypospolitej.
W okresie międzywojennym pracowała jako nauczycielka w szkołach średnich w Warszawie. Najpierw w latach 1921-1929 uczyła historii w prywatnym gimnazjum żeńskim Zofii Stiche przy ul. Żórawiej 39 (była jego dyrektorką między 1925-1926), następnie w prywatnym gimnazjum żeńskim Marii Taniewskiej przy ul. Królewskiej, gdzie pełniła jednocześnie rolę kierownika naukowego. W tym czasie współpracowała także z Hanną Pohoską w rozwijaniu dydaktyki nauczania historii w szkole średniej. Była także działaczką Związku Pracy Obywatelskiej Kobiet - uczestniczyła w pracach jej Wydziału Prasowego współredagując pisma ZPOK - dwutygodnik „Praca Obywatelska” (1928–1939) oraz tygodnik „Prosta Droga” (1930–1939).
Okres II wojny światowej spędziła wraz z córką w Warszawie, gdzie utrzymywała się z nauki języka niemieckiego. Była czynna w tajnym nauczaniu. Uczyła m.in. na tajnych Kursach Instruktorskich dla Nauczycieli oraz na tajnych kompletach Gimnazjum im. Aleksandry Piłsudskiej na Żoliborzu. Po upadku powstania warszawskiego z którego wyszła z ludnością cywilną udało jej się uciec z obozu w Pruszkowie. Po przedostaniu się do Krakowa uczyła historii na tajnych kompletach Gimnazjum im. Królowej Wandy.
Po zakończeniu okupacji niemieckiej była nauczycielką na kursach dla dorosłych w tym gimnazjum (1945-1949). Następnie pracowała na Pomorzu w Uniwersytecie Ludowym  kierowanym przez ks. Jana Zieję. początkowo w Słupsku, później w Wytownie i Orzechowie Morskim. Potem uczyła w szkołach średnich oraz w Seminarium Duchownym w Słupsku historii i języka polskiego. Po przejściu na emeryturę w 1955 powróciła do Warszawy - ostatnie lata mieszkając pod stolicą w Józefowie-Nowej Wsi. Pochowana wraz z mężem w grobie rodzinnym Zandów na Powązkach.

## Wybrane publikacje
- „Zeznanie” Narcyzy Żmichowskiej przed Komisją Śledczą w Lublinie w r. 1851-ym, „Przegląd Historyczny” 1919-1920
- Gabriela i entuzjastki, „Bluszcz”, nr 42 z 14 października 1922, s. 334 Wielkopolska Biblioteka Cyfrowa - wersja elektroniczna
- Organizacja spiskowa 1848 roku w Królestwie Polskim, Warszawa 1923
- Wpływ filozofii czynu Augusta Cieszkowskiego na działaczy okresu Paskiewicza : (komunikat), Lwów 1926.
- Tragizm "entuzjastów, „Wiedza i Życie” 1929 z. 3
- Opinia publiczna jako źródło historyczne, w: Księga pamiątkowa ku uczczeniu dwudziestopięcioletniej działalności naukowej prof. Marcelego Handelsmana, Warszawa 1929
- Nastroje w powstaniu listopadowym, „Wiedza i Życie” 1930 z. 11
- Rodzina bezrobotna: na podstawie ankiety 1932 r. = La famille de chômeurs, Warszawa 1935.
- Królestwo Polskie 1844-1848, w: Wiosna Ludów na ziemiach polskich, pod red. Natalii Gąsiorowskiej, Warszawa 1948

## Rodzina
Urodziła się w zasymilowanej rodzinie żydowskiej, była córką kupca i przemysłowca Izydora Zanda (1861-1932) i Florentyny z Wolbergów (1867–1935). W rodzinie były żywe tradycje patriotyczne, dziadek lekarz Adolf Wolberg był powstańcem styczniowym. Od 8 września 1912 była żoną Anatola Minkowskiego późniejszego ppłk. WP i dyrektora Polskiego Instytutu Rozrachunkowego. Mieli dzieci: syna Jana Michała (1916-1996) profesora fizyki Johns Hopkins University w Baltimore i córkę Antoninę Marię (ur. 1917) żonę inżyniera Jana Domaniewskiego.

## Literatura
- Helena Więckowska, Minkowska z Zandów Anna jadwiga (1891-1969), Polski Słownik Biograficzny, t. 21, s. 299-300
- Halina Winnicka, Minkowska Anna [w:] Słownik historyków polskich, red. Maria-Prosińska Jackl, Warszawa 1994, s. 354.